# Pręgierz (skała)
Pręgierz – skała w grupie Kozłowych Skał w Dolinie Szklarki na Wyżynie Krakowsko-Częstochowskiej. Znajduje się w miejscowości Szklary w województwie małopolskim, w powiecie krakowskim, w gminie Jerzmanowice-Przeginia.
Pręgierz znajduje się w lesie pomiędzy skałami Kręta i Torba. Jest to zbudowana z wapieni pojedyncza, niewysoka turnia o pionowych lub przewieszonych ścianach. Uprawiana jest na niej wspinaczka skalna. Są na niej 2 drogi wspinaczkowe i 3 projekty. Drogi wspinaczkowe mają długość 8 m i trudność VI.2 i VI.5+ w skali polskiej. Obydwie mają zamontowaną pełną asekuracje w postaci 2 lub 3 ringów (r), spitu (s) i dwa ringi zjazdowe (drz).
Pręgierz I
1. Projekt; drz, 8 m

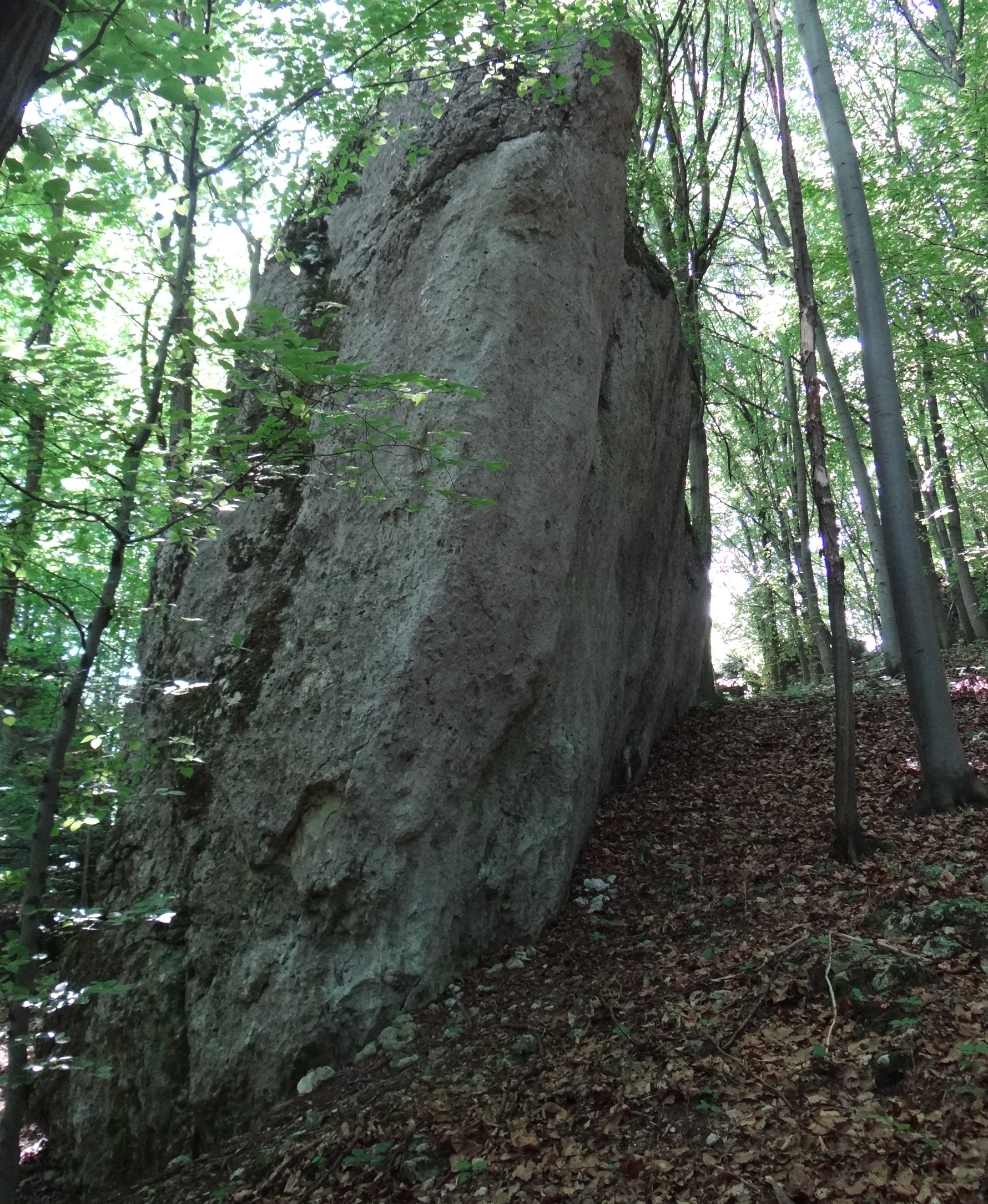
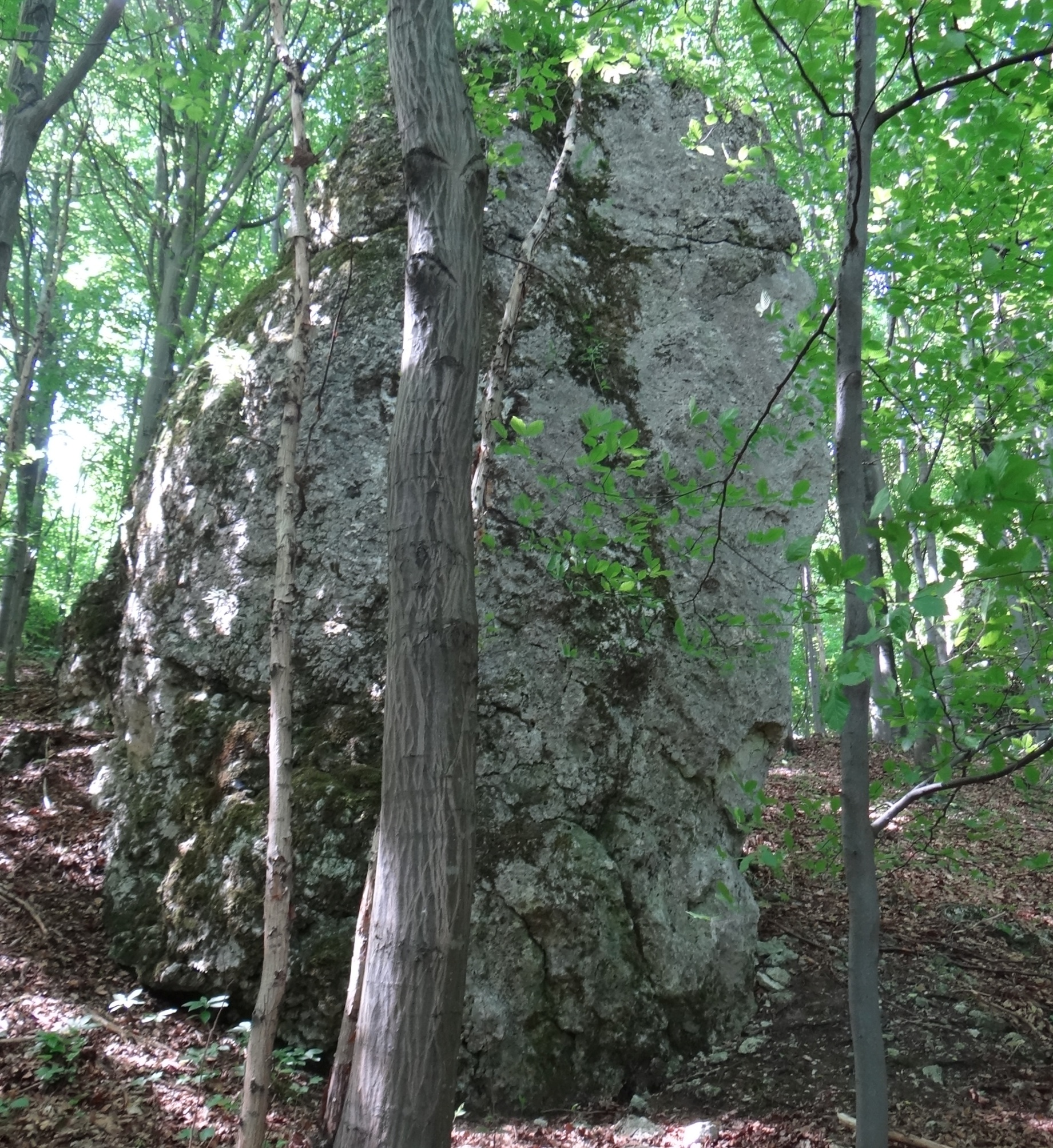
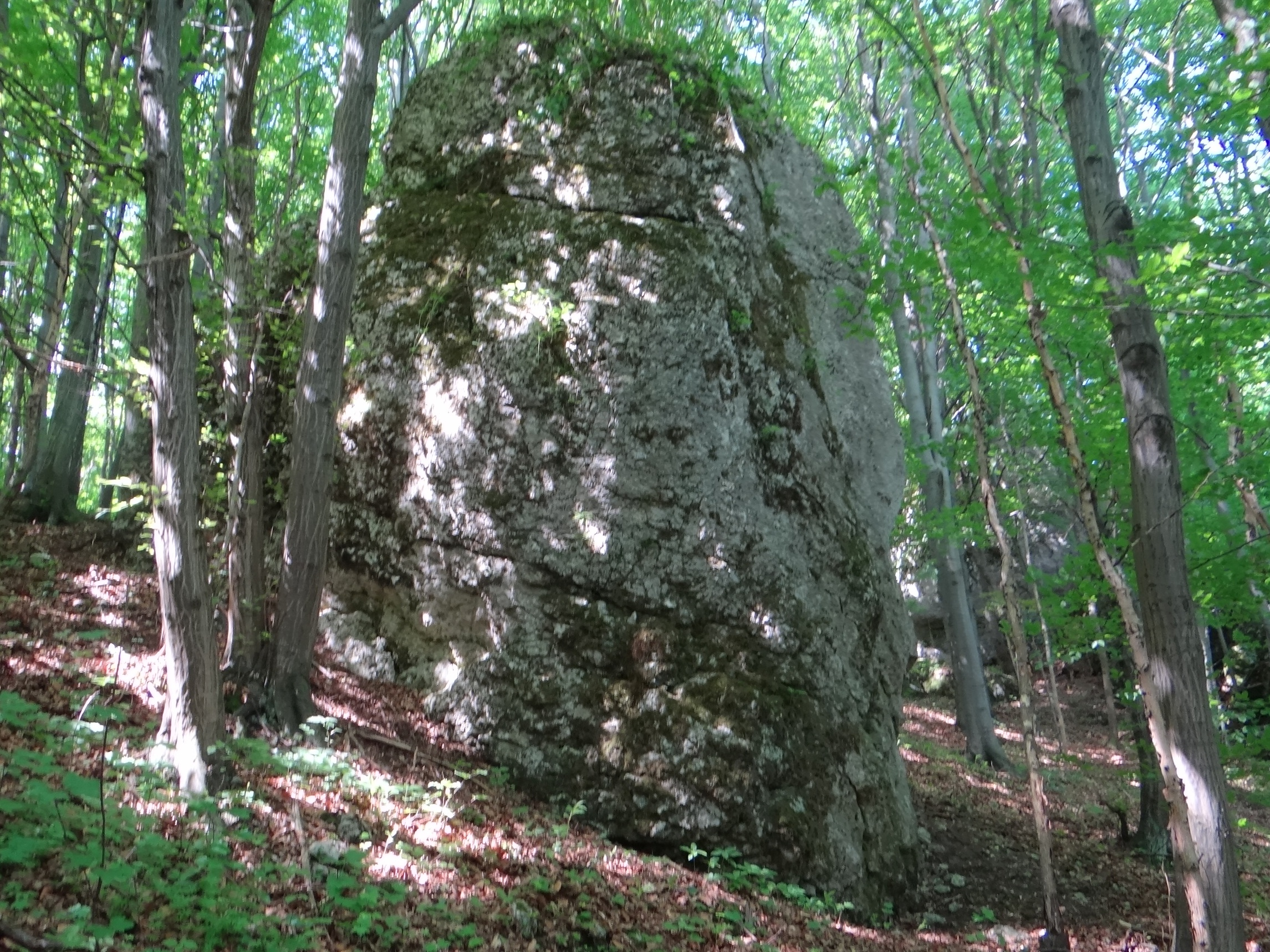
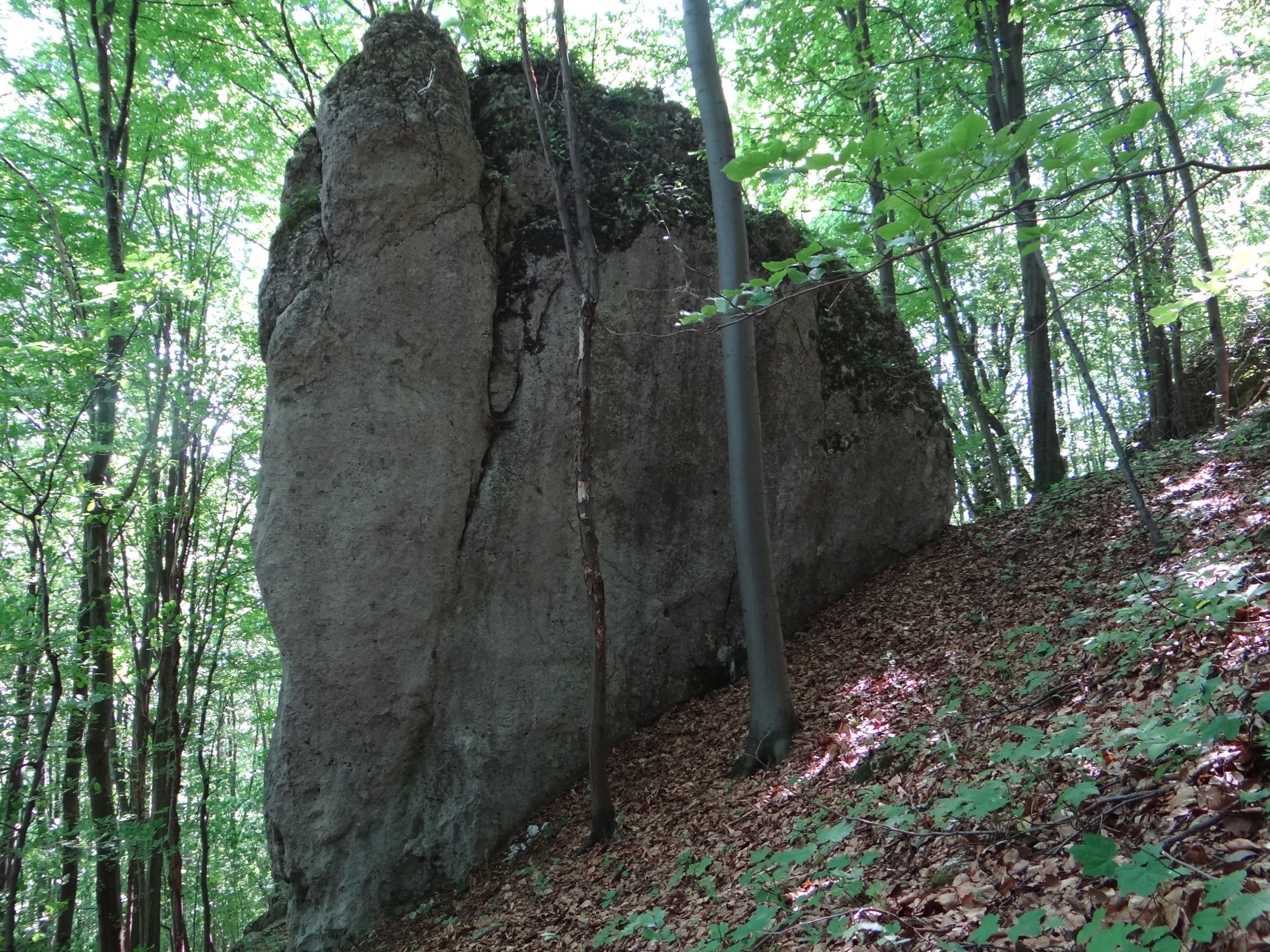

2. Rozgrzewka przed zabawą; 2s + drz, VI.2, 8 m

Pręgierz II
1. Baw się wspinaniem; 3r + st, VI.5+, 8 m
2. Projekt; 8 m
3. Projekt; 8 m[3].